# 야쿠프 브라베츠
야쿠프 브라베츠(체코어: Jakub Brabec, 1992년 8월 6일 ~ )는 수페르리가 엘라다 클럽 아리스와 체코 국가대표팀에서 센터백으로 활약하고 있는 체코의 축구 선수이다.

## 구단 경력
브라베츠는 스파르타 프라하의 유소년 팀에 속했지만, 2008년 여름에 방출된 후, 그는 또 다른 프라하의 클럽인 빅토리아 지슈코프에 합류했다. 그는 아직 학교에 재학 중이던 2008-09년 체코 1부 리그 시즌 동안 지슈코프 1군으로 승격되었다. 그는 이번 시즌에 클럽에서 한 번의 리그 경기에 출전했는데, 16세의 빅토리아 플젠을 상대로 풀매치를 치렀고, 2-0으로 패배했다.
2009-10년 시즌, 브라베츠는 당시 2부 리그인 체코 2부 리그에서 뛰고 있던 지슈코프에서 14경기를 더 뛰었다. 14경기 출전 중 한 경기는 교체 출전이었다. 이번 시즌 차슬라프와의 경기에서, 그는 31분 레드 카드를 받았다. 그는 2010-11년 시즌에 체코 2부 리그에서 6경기에 출전했고, 그 중 4경기는 교체 출전했다. 그는 지슈코프의 리그 준우승을 도왔고, 체코 1부 리그로 다시 승격했다.
브라베츠는 2011년 6월 미공개 이적료로 스파르타 프라하를 반환했다.  그는 UEFA에 이적을 성사시킨 그의 주된 동기는 그가 이전 클럽의 어린 시절 팬이었고 UEFA 유로파리그와 UEFA 챔피언스리그에서 뛸 수 있는 더 나은 기회를 가질 수 있기 때문이라고 말했다. 그는 2011-12년 시즌을 체코 2부 리그에 참가하는 예비팀 스파르타 프라하 II에서 시작했다.
2016년 8월 31일, 브라베츠는 헹크와 4년 계약을 맺었다.

### 아리스
2021년 8월 31일, 아리스는 공식적으로 브라베츠와 3년 계약의 미공개 이적료에 계약을 체결했다고 발표했다. 2021년 10월 18일, 그는 라미아와의 원정 경기에서 첫 골을 기록하며 1-0으로 승리했다.
2023년 3월 13일, 브라베츠는 2026년 여름까지 구단과 계약을 연장했다.

## 국가대표팀 경력
2016년 3월 29일, 브라베츠는 스웨덴과의 친선 경기에서 파벨 브르바 감독 아래 체코 국가대표팀에 데뷔하여 1-1 무승부를 기록했다.
2019년 10월 11일, 브라베츠는 잉글랜드와의 UEFA 유로 2020 예선 경기에서 첫 골을 넣었고, 체코는 2-1 승리를 거두었다.
2023년 11월 19일, 블라디미르 초우팔, 얀 쿠흐타와 함께 브라베츠는 몰도바와의 UEFA 유로 2024 예선 경기를 이틀 앞두고 클럽에 나간 것으로 알려져 체코 국가대표팀에서 퇴출되었다.